# Corbarieu
Corbarieu ist eine französische Gemeinde mit 1707 Einwohnern (Stand 1. Januar 2022) im Département Tarn-et-Garonne in der Region Okzitanien. Sie gehört zum Arrondissement Montauban und zum Kanton Tarn-Tescou-Quercy vert. Die Bewohner werden Corbariens und Corbariennes genannt.

## Geographie
Corbarieu liegt in der ehemaligen Provinz Quercy etwa acht Kilometer südlich von Montauban am westlichen Ufer des Flusses Tarn. Das Gemeindegebiet gehört zum Einzugsgebiet der Garonne und wird darüber hinaus vom Ruisseau de Guitardio und verschiedenen anderen kleinen Wasserläufen entwässert.
Ein Teil des Gemeindegebiets am Tarn gehört zum Naturschutzgebiet „Vallées du Tarn, de l’Aveyron, du Viaur, de l’Agout et du Gijou“ im Rahmen des Natura 2000-Netzwerks.
Umgeben wird Corbarieu von den sechs Nachbargemeinden:
| Bressols               | Montauban                                   | Saint-Nauphary |
|                        | Kompassrose, die auf Nachbargemeinden zeigt | Reyniès        |
| Labastide-Saint-Pierre |                                             | Orgueil        |

## Bevölkerungsentwicklung

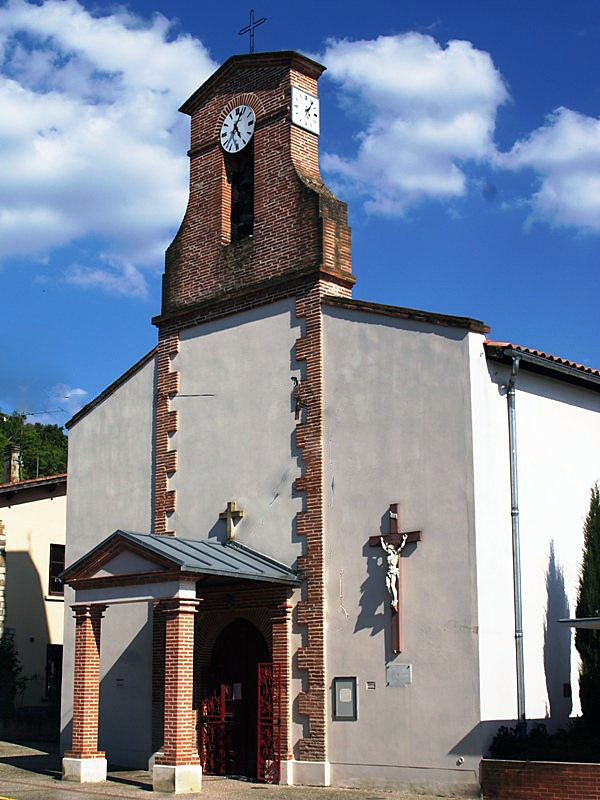
Kirche Saints-Abdon-et-Sennen

| Jahr      | 1962 | 1968 | 1975 | 1982 | 1990 | 1999 | 2007 | 2013 | 2020 |
| Einwohner | 465  | 668  | 973  | 1054 | 1209 | 1288 | 1451 | 1657 | 1697 |

## Sehenswürdigkeiten
- Kirche Saints-Abdon-et-Sennen